# Akershus
Akershus (PRONÚNCIA) é um condado da Noruega, com 5 472 km² de área e 742 500 habitantes (2025).                                           O seu território faz fronteira com os condados Innlandet, Buskerud, Oslo e Østfold e ainda com a Suécia.                                  O seu centro administrativo (”capital”) está na cidade de Oslo, embora a cidade não pertença ao condado, mas sim constitua um condado próprio. 

Em 2020, foi integrado no novo condado de Viken, criado pela fusão dos antigos condados de Akershus, Buskerud e Østfold.
Em 1 de janeiro de 2024, o condado de Viken foi dissolvido, e Akershus, Buskerud e Østfold foram reestabelecidos como condados próprios.

## Comunas
O condado de Akershus abrange 21 comunas desde a Reforma Regional da Noruega em 2020.

|  | - Aurskog-Høland - Asker - Ås - Bærum - Eidsvoll - Enebakk - Frogn - Jevnaker - Gjerdrum - Hurdal - Lillestrøm - Lunner - Lørenskog - Nannestad - Nes - Nittedal - Nesodden - Nordre Follo - Rælingen - Ullensaker - Vestby |